# Нуайе-сюр-Жаброн (кантон)
Нуайе́-сюр-Жабро́н (фр. Noyers-sur-Jabron) — кантон во Франции, находится в регионе Прованс — Альпы — Лазурный Берег, департамент Альпы Верхнего Прованса. Входит в состав округа Форкалькье.
Код INSEE кантона — 0418. Всего в кантон Нуайе-сюр-Жаброн входит 7 коммун, из них главной коммуной является Нуайе-сюр-Жаброн.

## Коммуны кантона
| Коммуна               | Население, чел. (2006) | Почтовый индекс | Код INSEE |
| --------------------- | ---------------------- | --------------- | --------- |
| Бевон                 | 167                    | 04200           | 04027     |
| Вальбель              | 232                    | 04200           | 04229     |
| Кюрель                | 52                     | 04200           | 04067     |
| Лез-Омерг             | 116                    | 04200           | 04140     |
| Нуайе-сюр-Жаброн      | 362                    | 04200           | 04139     |
| Сен-Венсан-сюр-Жаброн | 186                    | 04200           | 04199     |
| Шатонёф-Миравай       | 75                     | 04200           | 04051     |

## Население
Население кантона на 2007 год составляло 1 191 человек.
| 1962 | 1968 | 1975 | 1982 | 1990 | 1999  | 2006  | 2007  | 2008 |
| ---- | ---- | ---- | ---- | ---- | ----- | ----- | ----- | ---- |
| 683  | 779  | 721  | 784  | 872  | 1 099 | 1 190 | 1 191 | —    |